# Mangaia
Mangaia is een eiland in de Cookeilanden. Het is 51 km² groot en het hoogste punt is 169 m. Het is het meest zuidelijk gelegen eiland van de Cookeilanden. Het is het op een na grootste eiland van de eilandengroep. 

## Geografie
Geologen schatten de leeftijd van het eiland op 18 miljoen jaar, daardoor is het het oudste eiland in de Grote Oceaan. Het is vulkanisch van oorsprong en het steekt 4750 m boven de oceaanbodem uit. Het midden van het eiland is een door vulkanisch gesteente gevormde hoogvlakte. Rondom het eiland ligt een ring van 60 m hoge kalkrotsen, gevormd door fossiele resten van koraalriffen, die makatea (opgeheven atol) worden genoemd. Het hoogste punt ligt in het midden van het eiland op 169 m en wordt Rangi-motia genoemd. In het zuidwesten van het eiland ligt een zoetwatermeer, het Tiriarameer.

## Bevolking
In 2011 telde de bevolking 562 inwoners. Het aantal daalt gestaag, volgens volkstellingen uit 2001 en 2006 waren er 739 respectievelijk 631 inwoners. Omdat de bewoners officieel inwoners van Nieuw-Zeeland zijn, proberen vooral jongeren om daar een bestaan op te bouwen. Het administratief centrum is het dorp Oneroa dat aan de westkust ligt. Daarnaast zijn er nog twee dorpen, Tamarua in het zuiden en  Ivirua in het noordoosten.

## Bestaansmiddelen
Voor de hele eilandengroep geldt dat ongeveer 70% van de bevolking een vorm van betaald werk heeft in de dienstensector (toerisme) en de bouw. In 2006 was 84% van de huishoudens actief in de landbouw en visserij, maar deze vindt praktisch alleen plaats voor eigen gebruik. Op Managaia worden om die reden vooral varkens, geiten en kippen gehouden.

## Geschiedenis
De eerste Europeaan die het eiland bezocht was Kapitein James Cook op 29 maart 1777. De eilanders waren de Europeanen niet gunstig gezind en daarom verdween het eiland in de vergetelheid. In 1823 bezocht de Britse missionaris John Williams het eiland, min of meer toevallig omdat hij eigenlijk op zoek was naar Rarotonga, het grootste van de Cookeilanden. Toen werden de Britten vriendschappelijk ontvangen en het zendingswerk verliep volgens plan. In 1888 werd het eiland een Brits protectoraat en in 1900 werd het ingelijfd in het Britse Rijk. In 1901 werd het eiland met de andere Cookeilanden onder het protectoraat van Nieuw-Zeeland gesteld. Dat bleef zo tot 1965, het jaar waarin er een vorm van zelfbestuur kwam.

## Fauna
Uit onderzoek naar fossielen bleek dat er op het eiland 13 endemische soorten vogels voorkwamen. Hiervan zijn nog vijf soorten in leven, waaronder de mangaia-ijsvogel (Todiramphus ruficollaris). Er komt slechts één zoogdier voor, de Tongavleerhond (Pteropus tonganus), die een grote verspreiding heeft in de Grote Oceaan.